# Galactic Civilizations
Galactic Civilizations è un videogioco strategico a turni sviluppato originariamente da Brad Wardell nel 1993 per la piattaforma OS/2, e successivamente riedito dalla Stardock e pubblicato nel 2003 per Windows, ad esso è poi seguita la espansione Altarian Prophecy. Un sequel, intitolato Galactic Civilizations 2 - Dread Lords, cui sono seguite le espansioni Dark Avatar e Twilight of the Arnor, è stato pubblicato nel 2006. Tutte le espansioni sono comprese nel pacchetto Endless Universe. Il 14 maggio 2015 è uscito Galactic Civilizations III.

## Trama
Il gioco è ambientato nel XXIII secolo, quando l'umanità entra in contatto con un'altra civiltà spaziale, L'impero Arceano, che dà loro la tecnologia degli Stargate, delle immense strutture che permettono di viaggiare nello spazio a velocità sostenibile. Tuttavia, essi sono troppo costosi da costruire e richiedono una quantità di energia troppo elevata per funzionare, ed è inoltre possibile solo entrare in uno Stargate e uscire in un altro Stargate già posizionato. Per compensare ciò, gli umani sviluppano una nuova tecnologia, l'iper spazio, che permette a tutte le civiltà dell'universo di colonizzare nuovi mondi. La corsa al dominio dell'universo è ormai aperta....

## Modalità di gioco
Lo scopo del gioco è vincere la partita tramite il dominio militare, culturale, diplomatico o scientifico.
- Militare: il giocatore deve distruggere tutte le fazioni maggiori. Non è necessario distruggere quelle minori.
- Diplomatica: il giocatore deve formare un'alleanza con tutte le razze maggiori superstiti; per formare un'alleanza con un'altra fazione, bisogna essere in rapporti positivi, ed entrambe le parti devono possedere la tecnologia Alleanze.
- Culturale: il giocatore deve possedere un'influenza galattica pari almeno al 75%, e mantenere tale soglia per 10 settimane. È consigliabile non essere in guerra con nessuna fazione maggiore per ottenere e consolidare questa vittoria.
- Tecnologica: il giocatore deve ricercare le tecnologie finali, in sequenza, di Conoscenza Profonda, Comprensione Galattica, Prossima Omniscienza, Oltre la Mortalità e Vittoria Tecnologica.

## Imperi
Sebbene sia possibile scegliere solo la razza umana per conquistare lo spazio, le altre civiltà che sarà possibile incontrare sono:
- Impero di Arcea: quelli che hanno portato gli umani nello spazio, sono una razza nobile e guerriera e mantengono un atteggiamento sostanzialmente neutro verso le altre civiltà.
- Federazione Torian: in principio erano schiavi dei Drengin, sono riusciti a liberarsi e hanno formato una loro confederazione autonoma; mantengono principalmente un atteggiamento spostato verso il bene.
- Collettivo Yor: sono degli esseri artificiali semi senzienti, probabilmente delle macchine create dai Precursor, e hanno un atteggiamento leggermente spostato verso il male.
- Repubblica Altariana: sono esseri di forma umanoide, anche se ancora non si capisce come mai somiglino tanto agli umani, e sono i difensori galattici del bene.
- Impero Drengin: i più cattivi e crudeli dell'universo, il loro scopo è quello di distruggere chiunque si opponga a loro, e sono estremamente malvagi.
- Razze minori: è anche possibile incontrare diverse razze minori, che hanno diversi allineamenti e che sono un fattore di probabilità di cui tenere conto. Sarà possibile che i pianeti scontenti del giocatore si uniscano a formare una nuova lega spaziale, magari con un allineamento opposto al giocatore se si tratta di una questione di etica.

## Elementi di gioco
- Pianeti: la chiave della conquista della galassia. Ogni stella presente sulla mappa può avere fino a un massimo di 5 pianeti colonizzabili, ma la qualità del pianeta influenzerà moltissimo la colonizzazione: sarà possibile infatti colonizzare con facilità pianeti di livello 15, simili alla Terra, ma non i pianeti di basso livello (simili a Saturno e Giove). Ogni pianeta colonizzato avrà due liste di attesa, una per le costruzioni militari (astronavi) e una per la costruzione dei miglioramenti planetari.
- Settori: le galassie possono essere costituite da 4x4 settori (tipo minuscolo) a un massimo di 24x24 (tipo gigante), ognuno dei quali ospita un certo numero di stelle.
- Crediti: l'economia del gioco, è usabile per acquistare le tecnologie o velocizzare la produzione attuale.
- Allineamento: in Galactic Civilizations è possibile scegliere quale orientamento etico dare alla razza: attraverso le scelte effettuate davanti agli eventi che si affronteranno quando si colonizza un nuovo pianeta, si potrà decidere infatti se essere buoni, cattivi o neutrali. La scelta avrà una notevole influenza sul modo di giocare, perché scegliere il lato oscuro darà un bonus militare e produttivo a breve termine, il quale andrà scemando con il tempo, mentre scegliendo il "bene" si avranno grandi vantaggi a lungo termine.
- Basi spaziali: la base spaziale è uno degli elementi più importanti del gioco, in quanto serve sia per raccogliere le risorse spaziali, sia per difendere i pianeti dagli attacchi nemici, sia per incrementare la produzione dei pianeti stessi. Per migliorare le basi nel gioco sono necessarie le navi costruttore.
- Risorse: nello spazio sono presenti particolari sostanze che aggiungono, se raccolte, un bonus per tutta la civiltà, e si dividono in Morale, Economia, Produzione Militare, Ricerca e Influenza.
- Anomalie: molto simili alle risorse, ma non hanno bisogno di essere raccolte da una base spaziale, e necessitano invece di una nave esploratrice. I loro bonus possono variare da un piccolo ma permanente tantum per la civiltà, una tantum di spinta scientifica, una nave gratuita, un buco nero che sposta la nave che ci finisce dentro in un altro posto nella galassia, o un miglioramento permanente alla singola nave esploratrice
- Tecnologia: lato importantissimo del gioco, permette di arrivare alla vittoria finale tramite la scoperta della tecnologia della creazione, e durante il gioco permette di migliorare in continuazione il proprio arsenale bellico e di aumentare la rosa dei miglioramenti che si possono costruire sui pianeti.
- Navi spaziali: sono i mezzi per spostarsi nello spazio, esse possono essere:
  - Navi colonizzatrici: necessarie per colonizzare qualsiasi nuovo mondo, possono portare fino a un massimo di 1 miliardo di persone.
  - Navi regolari: permettono di attaccare le difese dei nostri avversari, dal minuscolo Starfighter al gigantesco Overlord. Tramite esse è possibile distruggere le navi nemiche in orbita intorno a una stella e permettere così lo sbarco delle truppe di invasione.
  - Navi costruttore: permettono di migliorare e riparare le basi spaziali.
  - Navi da trasporto: necessarie per invadere il pianeta di un'altra civiltà.
  - Navi esploratrici: necessarie per esplorare le anomalie.

## Mod
Come per tanti altri giochi, anche per Galactic Civilizations è esploso il fenomeno del modding, peraltro molto facile per questo gioco. Sul sito ufficiale, nella sezione Library, è possibile trovare decine di file da aggiungere a quelli preesistenti che consentono di ampliare enormemente l'esperienza di gioco.

## Accoglienza
| Testata                          | Giudizio |
| -------------------------------- | -------- |
| Metacritic (media al 30-06-2020) | 83/100   |
| CGW                              | [ 3 ]    |
| GameSpy                          | [ 4 ]    |
| GameSpot                         | 8.4/10   |
| GameZone                         | 7.5/10   |
| IGN                              | 8.2/10   |
| PC Format                        | 86%      |
| PC Gamer (UK)                    | 88%      |
| PC Gamer (US)                    | 82%      |
| X-Play                           | [ 11 ]   |

Il gioco è stato accolto positivamente su Metacritic. Nel dicembre del 2005, il gioco ha venduto 75,000 copie, stando a Bruce Geryk della rivista Computer Gaming World.
Galactic Civilizations si è classificato al nono posto tra i migliori giochi per computer del 2003 dalla rivista Computer Games Magazine, e ha vinto il suo premio "Miglior IA" a pari merito conHalo: Combat Evolved. Uno scrittore della rivista lo ha ritenuto "quel genere di gioco che sarà ancora sul vostro hard drive mentre tutti gli altri giochi che avete adesso vanno a riempirsi di polvere sullo scaffale" Gli editori di Computer Gaming World hanno nominato il gioco al premio "Strategico dell'Anno" del 2003, vinto da Age of Wonders: Shadow Magic, e hanno considerato "impossibile ignorare la quasi soverchiante profondità strategica del gioco".

### Altarian Prophecy
| Testata                          | Giudizio |
| -------------------------------- | -------- |
| Metacritic (media al 30-06-2020) | 77/100   |
| CGW                              | [ 16 ]   |
| GameZone                         | 8/10     |
| IGN                              | 8/10     |
| PC Gamer (US)                    | 62%      |

L'espansione Altarian Prophecy è stato accolto con favore da Metacritic, ma in misura di poco inferiore all'originale.